# Josip Pirmajer
Josip Pirmajer est un footballeur serbe d'origine slovène, international yougoslave,  né le 14 février 1944 à Trifail (auj. Trbovlje) dans le Troisième Reich (auj. en Slovénie) et mort le 24 juin 2018 à Srbobran (Serbie).
Il a notamment joué au FK Partizan Belgrade ainsi qu'au FK Vojvodina. 
Avec Belgrade, il atteint la finale de la prestigieuse Coupe des clubs champions européens en 1966, mais est défait par le Real Madrid.
Il a également fait plusieurs saisons en France avec le Nîmes Olympique de Kader Firoud.
International yougoslave, il a participé au tour préliminaire du Championnat d'Europe de 1964.

## Palmarès
- FK Partizan Belgrade
  - Finaliste de la Coupe des clubs champions européens 1966.
  - Champion de Yougoslavie en 1965.